# Pulmonale hypertensie
Pulmonale hypertensie (PH) is verhoogde bloeddruk in de longen. De oorzaken zijn zeer divers. Het is een zeldzame aandoening. Er wordt van pulmonale hypertensie gesproken als de gemiddelde druk in de longslagaders in rust hoger is dan 20 mmHg.

## Fysiologie
Normaal gesproken is de druk in de longslagader (Arteria Pulmonalis) 14 mmHg, bij pulmonale hypertensie is de druk 20 mmHg of hoger. Door de verhoogde druk in de longslagader is ook de druk in de rechterhart helft verhoogd. De drukverhoging zorgt er voor dat het hart minder goed kan pompen (vermindering van het cardiac output) het hart gaat compenseren door toename van spiermassa, dit heet rechterventrikelhypertrofie. Ook is er vaak sprake van verwijding van de rechterventrikel en het rechteratrium.

## Symptomen
In eerste instantie ontstaat een verminderd inspanningsvermogen. Doordat tijdens inspanning de doorstroming van de longvaten toeneemt, loopt de al verhoogde bloeddruk in de longen verder op. Hierdoor wordt het hart belemmerd in het verhogen van de cardiac output en ontstaat dus een verminderd inspanningsvermogen. Hierdoor ontstaat bovendien kortademigheid bij inspanning. In een later stadium kan ook kortademigheid in rust ontstaan. Als de druk in het capillaire vaatbed als gevolg bijvoorbeeld linkszijdige hartziekten te hoog wordt ontstaat longoedeem, wat gepaard gaat met kortademigheid in rust en bij inspanning en orthopneu. In een laat stadium ontstaat door de verhoogde drukbelasting van de rechterventrikel symptomen van rechterventrikelfalen: ascites, oedemen in de benen, vergroting van lever en milt en in een eindstadium vaak verlies van eetlust en zelfs ondervoeding, vermoedelijk door oedeemvorming in de darmwand. Als sprake is van een chronische drukbelasting van de rechterventrikel zal de rechterventrikelwand verdikken, dit heet rechterventrikelhypertrofie. Door de rechterventrikelhypertrofie en verhoogde wandspanning kan ook inspanningsgebonden pijn of druk op de borst ontstaan. In een laat stadium ontstaat zal de rechterventrikel gaan falen: wat zich uit in verwijding van de rechterventrikel en bovengenoemde symptomen.

## Oorzaken
De Wereldgezondheidsorganisatie introduceerde een nieuwe indeling van pulmonale hypertensie naar oorzaak. Hierin worden onderscheiden:
- Groep 1 - Pulmonale arteriële hypertensie
- Groep 2 - PH secundair aan linkszijdige hartziekten, onder te verdelen in:
  - systolisch linkerkamerfalen
  - diastolisch linkerkamerfalen
  - linkszijdig hartkleplijden, zoals een ernstige mitralisinsufficiëntie of mitralisstenose
- Groep 3 - PH secundair aan longziekten en/ of hypoxie
  - COPD
  - interstitiële longziekten
- Groep 4 - PH secundair aan een longembolie, zogenaamde chronische trombo-embolische pulmonale hypertensie.
  - dit is een relatief weinig voorkomende complicatie na een longembolie
- Groep 5 - PH geassocieerd met ziekten zonder duidelijk oorzakelijk mechanisme.

## Behandeling
De behandeling van pulmonale hypertensie is in eerste instantie gericht op het behandelen van de onderliggende oorzaak. Zo zal pulmonale hypertensie die veroorzaakt wordt door een mitralisinsufficiëntie bestaan uit het repareren of vervangen van die hartklep. Pulmonale hypertensie die veroorzaakt wordt door COPD, zal gericht zijn op het zo goed mogelijk behandelen van die longziekte. Alleen bij chronische trombo-embolische pulmonale hypertensie (CTEPH) is genezing van pulmonale hypertensie mogelijk na een succesvolle operatie, een pulmonale endarterectomie (PEA). Bij de andere vormen van pulmonale hypertensie wordt met medicatie progressie van ziekte voorkomen en vermindering van klachten. Ook kan er een longtransplantiatie overwogen worden. 

## Medicatie
Endothelinereceptor-antagonisten:
- Bosentan (oraal)
- Ambrisentan (oraal)
- Nacitentan (oraal)

Guanylaatcyclase-stimulator:
- Riociguat (oraal)

PDE-5-remmers:
- Sildenafil (oraal en intraveneus)
- Tadalafil (oraal)

Prostacycline-analogen:
- Epoprostenol (intraveneus)
- Iloprost (inhalatie)
- Treprostinil (subcutaan en intraveneus)

Prostacycline IP-receptor-agonist:
- Selexipag (oraal)